# Cataphrodisium cyaneum
Cataphrodisium cyaneum là một loài bọ cánh cứng trong họ Cerambycidae.